# Legacy (Album)
Legacy (englisch für „Erbe“ oder „Vermächtnis“) ist ein Best-of-Album des deutschen Rappers Kollegah. Es erschien am 14. Juli 2017 über das Label Selfmade Records als Standard- und Limited-Gold-Award-Edition.

## Inhalt

### Standard-Edition
Das Album enthält insgesamt 40 Lieder aus dem Zeitraum von 2005 bis 2017. 35 der Songs sind Remastered-Versionen und stammen aus Kollegahs Soloalben, Mixtapes und Samplern, die er in dieser Zeit bei Selfmade Records veröffentlichte. Mit jeweils fünf Stücken wurden die meisten aus den Alben Zuhältertape Volume 3 und Zuhältertape Vol. 4 entnommen. Des Weiteren sind auf der Kompilation fünf zuvor unveröffentlichte Titel enthalten, die extra für das Album aufgenommen wurden.

### Boxset
Die Limited-Gold-Award-Edition enthält neben der Standard-Edition des Albums zusätzlich Kollegahs über Selfmade Records veröffentlichte neun Soloalben Zuhältertape (X-Mas Edition) (2005), Boss der Bosse (2006), Alphagene (2007), Kollegah (2008), Zuhältertape Volume 3 (2009), Hoodtape Volume 1 X-Mas Edition (2010), Bossaura (2011), King (2014) und Zuhältertape Vol. 4 (2015). Des Weiteren beinhaltet das Boxset die rund zweistündige Legacy-DVD mit zuvor unveröffentlichten Videoaufnahmen, sowie das Golden Era Tourtape, welches Kollegah auf seiner Imperator-Tour mit anderen Rappern aufnahm.

## Produktion
Die für das Album ausgewählten Lieder wurden u. a. von dem Musikproduzent Rizbo produziert.

## Covergestaltung
Das Albumcover ist in Schwarz-weiß gehalten und zeigt Kollegah, der den Betrachter mit ernstem Blick ansieht. Im unteren Teil des Bilds befinden sich die goldenen Schriftzüge Kollegah und Legacy. Der Hintergrund ist schwarz gehalten. Das Cover der physischen Version des Albums wurde als Linsenrasterbild gedruckt, in welchem das Cover je nach Blickwinkel zudem eine jüngere Version von Kollegah und somit seinen optischen Wandel zeigt.

## Gastbeiträge
Auf neun Liedern des Albums sind neben Kollegah andere Künstler vertreten. So ist der Rapper Favorite, Labelkollege von Selfmade Records, an den Songs Kaputt gemacht, Selfmade Endbosse, Mittelfinger hoch, Westdeutschlands Kings und Discospeed beteiligt, wobei auf Mittelfinger hoch ebenfalls der Rapper Casper zu hören ist und auf Westdeutschlands Kings zudem Farid Bang in Erscheinung tritt. Slick One, der Labelchef von Selfmade Records, hat Gastauftritte bei den Tracks Rauch und Ein Junge weint hier nicht, wobei auf letzterem ebenfalls Tarek von der Rapgruppe K.I.Z vertreten ist. Das Stück Chronik III ist eine Kollaboration mit den Rappern Karate Andi und SSIO. Außerdem arbeitet Kollegah auf Business Paris mit dem französischen Rapper Ol Kainry zusammen.

## Titelliste
CD1
| #  | Titel                       | Gastmusiker            | Länge | Original-Album                  |
| -- | --------------------------- | ---------------------- | ----- | ------------------------------- |
| 1  | Kaputt gemacht              | Favorite               | 2:55  | Zuhältertape (X-Mas Edition)    |
| 2  | Nacht                       |                        | 4:14  | Boss der Bosse                  |
| 3  | Rauch                       | Slick One              | 4:25  | Boss der Bosse                  |
| 4  | Sommer                      |                        | 3:09  | Boss der Bosse                  |
| 5  | Veni, Vidi, Vici            |                        | 2:24  | Alphagene                       |
| 6  | Kuck auf die Goldkette 2007 |                        | 3:49  | Alphagene                       |
| 7  | Selfmade Endbosse           | Favorite               | 4:27  | Alphagene                       |
| 8  | Ein Junge weint hier nicht  | Slick One, Tarek K.I.Z | 4:26  | Alphagene                       |
| 9  | Kollegah                    |                        | 3:59  | Kollegah                        |
| 10 | Big Boss                    |                        | 3:40  | Kollegah                        |
| 11 | Strassenapotheker           |                        | 3:42  | Kollegah                        |
| 12 | Kokamusik                   |                        | 5:20  | Kollegah                        |
| 13 | Mittelfinger hoch           | Casper, Favorite       | 3:34  | Chronik 2                       |
| 14 | Westdeutschlands Kings      | Favorite, Farid Bang   | 2:48  | Chronik 2                       |
| 15 | Millennium                  |                        | 3:45  | Zuhältertape Volume 3           |
| 16 | Zuhälterrap                 |                        | 2:42  | Zuhältertape Volume 3           |
| 17 | 180 Grad                    |                        | 3:20  | Zuhältertape Volume 3           |
| 18 | Westside                    |                        | 3:13  | Zuhältertape Volume 3           |
| 19 | Internationaler Player      |                        | 2:38  | Zuhältertape Volume 3           |
| 20 | Discospeed                  | Favorite               | 3:49  | Hoodtape Volume 1 X-Mas Edition |

CD2
| #  | Titel                 | Gastmusiker       | Länge | Original-Album         |
| -- | --------------------- | ----------------- | ----- | ---------------------- |
| 1  | Mondfinsternis        |                   | 3:16  | Bossaura               |
| 2  | Business Paris        | Ol Kainry         | 3:28  | Bossaura               |
| 3  | H & F                 |                   | 3:05  | Bossaura               |
| 4  | Bossaura              |                   | 6:02  | Bossaura               |
| 5  | Alpha                 |                   | 2:20  | King                   |
| 6  | King                  |                   | 3:29  | King                   |
| 7  | AKs im Wandschrank    |                   | 3:02  | King                   |
| 8  | Du bist Boss          |                   | 2:42  | King                   |
| 9  | Chronik III           | Karate Andi, SSIO | 3:48  | Chronik III            |
| 10 | Keine neuen Freunde   |                   | 3:16  | Chronik III            |
| 11 | Empire Business       |                   | 3:08  | Zuhältertape Vol. 4    |
| 12 | John Gotti            |                   | 3:05  | Zuhältertape Vol. 4    |
| 13 | Pitbulls & AKs        |                   | 3:40  | Zuhältertape Vol. 4    |
| 14 | Winter                |                   | 3:16  | Zuhältertape Vol. 4    |
| 15 | Bye Bye Mr. President |                   | 3:16  | Zuhältertape Vol. 4    |
| 16 | Gehobene Dichtkunst   |                   | 2:57  | zuvor unveröffentlicht |
| 17 | Highspeed             |                   | 3:05  | zuvor unveröffentlicht |
| 18 | Rapflows, Cashflows   |                   | 2:54  | zuvor unveröffentlicht |
| 19 | Luzifer               |                   | 2:51  | zuvor unveröffentlicht |
| 20 | Legacy                |                   | 13:58 | zuvor unveröffentlicht |

Golden Era Tourtape der Limited-Gold-Award-Edition
| #  | Titel                                 | Gastmusiker                 | Länge |
| -- | ------------------------------------- | --------------------------- | ----- |
| 1  | Voulez vous coucher avec Mois         | Ali As, Pretty Mo, Seyed    | 3:05  |
| 2  | Tourlife                              | Cr7z, MoTrip                | 3:23  |
| 3  | Geiselnahmen                          | Ali As                      | 2:12  |
| 4  | Diplomatenrich                        | 18 Karat, Play69            | 2:14  |
| 5  | Sufferin from Success                 | Gregpipe                    | 2:28  |
| 6  | Guccisandalen I                       | Ali As, Seyed               | 2:27  |
| 7  | Der heilige Punch                     | Morlockk Dilemma            | 2:21  |
| 8  | Flexerpart des Jahrhunderts           |                             | 1:27  |
| 9  | Businesstalk Skit #1                  |                             | 1:20  |
| 10 | Wasserleichen                         | Ali As                      | 1:40  |
| 11 | Tina, Pam und Mandy                   | Seyed                       | 2:04  |
| 12 | Boys von der Westside                 | PA Sports                   | 1:17  |
| 13 | Ballin’                               | Manuellsen                  | 2:10  |
| 14 | Pearl White Fresh                     | Gebrüder King               | 3:10  |
| 15 | Matador                               |                             | 1:02  |
| 16 | Erzengel                              | Ali As                      | 2:09  |
| 17 | Rollen und Roll’n                     | Ali As, Koree               | 2:07  |
| 18 | Der General                           |                             | 1:36  |
| 19 | Kollescha Skit                        |                             | 0:41  |
| 20 | Guccisandalen II                      | Ali As, Koree               | 3:03  |
| 21 | Wir sehn’s nicht                      | Jesen, Flaze, Ali As, Seyed | 2:32  |
| 22 | Joe Pesci                             |                             | 1:04  |
| 23 | Der Ruhrpott auf der Mutter           | Pillath                     | 1:43  |
| 24 | Purple Was the Haze That They Gave Me | Favorite, Karate Andi       | 2:13  |
| 25 | Businesstalk Skit #2                  |                             | 1:43  |
| 26 | As If It Was Nothin’                  | Pretty Mo                   | 2:20  |
| 27 | Blue Sky                              | Ali As                      | 2:00  |
| 28 | Bitch wir sind Alpha                  |                             | 2:48  |

## Chartplatzierungen und Singles
Legacy stieg am 21. Juli 2017 auf Platz 2 in die deutschen Albumcharts ein, belegte in der folgenden Woche Rang 19 und konnte sich insgesamt sieben Wochen in den Top 100 halten. In Österreich erreichte das Album Position 8 und in der Schweiz Platz 11. In den deutschen Album-Jahrescharts 2017 belegte es Rang 91.
Am 10. März 2017 wurde der Titelsong Legacy als erste Single ausgekoppelt und erreichte Platz 51 der deutschen Charts. Neben einem Musikvideo zur Single erschienen im Vorfeld der Albumveröffentlichung Videos zu den Liedern Millennium, Sommer und Rapflows, Cashflows.

## Rezeption
| Professionelle Bewertungen | Professionelle Bewertungen |
| -------------------------- | -------------------------- |
| Kritiken                   |                            |
| Quelle                     | Bewertung                  |
| laut.de                    | [ 5 ]                      |

David Maurer von laut.de bewertete Legacy mit vier von möglichen fünf Punkten. Das Album führe „unterhaltsam“ durch Kollegahs Entwicklung und biete „einen umfassenden Überblick über die mittlerweile imposante Diskografie“ des Rappers.